# Antechinus arktos
Antechinus arktos (лат.) — вид из рода сумчатых мышей семейства хищные сумчатые. Эндемик Австралии. Описан в качестве отдельного вида группой зоологов под руководством Эндрю Бейкера из Квинслендского университета в феврале 2014.

## Распространение
Живёт во влажных высокогорных лесах кальдеры вулкана Твид в национальном парке Спрингбрук на востоке Австралии, на границе Квинсленда и Нового Южного Уэльса. Известен по незначительному количеству пойманных экземпляров. Описательное и генетическое сравнение позволило выделить Antechinus arktos в отдельный вид, ранее его образцы относили к подвиду Antechinus swainsonii mimetes. Ввиду малой численности и ограниченности местообитания группа Бейкера рекомендовала отнести Antechinus arktos к находящимся под угрозой исчезновения видам. Учёные отметили, что наблюдается сокращение его ареала, вероятно под действием изменения климата, и что для уточнения охранного статуса вида нужны дополнительные исследования.

## Внешний вид
Неофициально исследователи называют животное чернохвостой сумчатой мышью из-за соответствующей окраски хвоста. Сумчатая мышь внешне отличается контрастной окраской: серо-коричневая голова переходит в рыже-коричневый огузок, лапы и хвост равномерно окрашены в чёрный цвет, а рыже-коричневая шерсть на веках образует пятна вокруг глаз и отметины на щеках. Короткая плотная шерсть на хвосте отличается от длинноостного, косматого меха на туловище.